# Donald Duck Finds Pirate Gold
Donald Duck Finds Pirate Gold es una historia de cómics de Disney protagonizada por el Pato Donald que fue originalmente impresa en Four Color #9 (la primera edición de Four Color titulada "El Pato Donald") en octubre de 1942. El guion era de Bob Karp e ilustrado por Carl Barks y Jack Hannah.
La historia fue originalmente desarrollada para un dibujo humorístico de Mickey Mouse (bajo el título "Morgan's Ghost") en la que Mickey, Donald y Goofy se encuentran con Yellow Beak y Pete, pero la historieta no se llegó a realizar.

## Trama
En esta historia, Donald y sus sobrinos Huey, Dewey y Louie se encuentran con un loro llamado Yellow Beak y terminan buscando el tesoro perdido de Henry Morgan . Desafortunadamente para ellos, Black Pete también quiere el tesoro.